# 西藏郵政史
西藏郵政史是西藏的郵政歷史。西藏制度化的信息传播萌芽于吐蕃王朝时期的邮驿。西藏境內的郵局始於1888年由英屬印度成立的戰地郵局，1904年後印度郵政在西藏各大城開辦郵政業務。大清郵政則於1910年開始在西藏設立郵局。1912年起，西藏噶廈政府開辦郵政，設立郵局，並自行發行郵票。大清郵政與西藏噶廈政府郵政都可與印度通郵。1951年後中國人民郵政逐漸在西藏開辦郵局。
在郵票方面，大清郵政將倫敦版無水印蟠龍郵票委由倫敦華德路父子公司加蓋改值，上中下3行分印中英藏文數值，自1911年3月1日開始發售，限在西藏境內貼用。噶廈政府印行了三批郵票，1912年印刷的第一批西藏郵票採用雪獅圖案。
衛藏的電報服務始於1903-1904年的木龍年戰爭，英屬印度郵局為英軍架設了從錫金王國甘托克到江孜的電報線，1922年應噶廈政府要求將電報線延長到拉薩，同時在拉薩的布達拉宮、羅布林卡、噶廈辦公室之間架設電話線，提供電話服務。1935年與1936年，國民政府與英國駐拉薩使團分別在拉薩設立無線電台，對外提供電報服務。1940年代噶廈政府也設立了無線電台。

## 邮驿时期
西藏的邮驿制度诞生于吐蕃时期，脱胎于吐蕃王朝的军驿制度。随着吐蕃早期的对外扩张，其军驿制度迅速发展起来，《旧唐书》记载“吐蕃征兵用金箭，寇至举烽燧，百里一亭。”《新唐书》记载“其（吐蕃）举兵，以七寸金箭为契。百里一驿，有急兵，驿人臆前加银鹘，甚急，鹘益多。”吐蕃王朝稳固后，军驿开始被用于传递政令及公私文书等信息。同时，吐蕃与唐王朝之间的信息传播也利用了当时的邮驿，823年竖立的《唐蕃会盟碑》中对两国之间邮驿的物资供应与责任区段进行了划分。吐蕃王朝崩溃后，西藏陷入分裂割据，吐蕃的邮驿体系随之消亡。
1264年，元世祖忽必烈设置總制院（后改为宣政院）管辖整个西藏地区，西藏结束自877年开始的分裂局面、再次出现统一的政权。元朝地缘辽阔，有着发达的邮驿组织及驿路网络，经过在西藏的清查户口、括户等政策后，元朝在西藏设置驿站，驿路也随之通到乌斯藏宣慰司境内。据《经世大典·站赤》记载，元朝在西藏设大站28处，小站7处，从漢地到西藏建有“乌斯藏、朵甘思、朵思麻三路站赤”。元朝在藏区的驿路主要有三个枢纽，就是多麥的甘底寺（又称丹斗寺，今青海海東地區化隆縣境内）、多堆的卓多桑珠（gtso mdo bsam vgrub，今西藏昌都市貢覺縣境內）和卫藏的薩迦寺。元朝在西藏设置的驿站（甲姆）不仅负责邮驿，同时与管理、移民、屯田等措施相辅而行，负责征收当地土特产，属于一种行政组织:46。明朝對藏政策多因袭元制，在驿传方面也是如此，明朝政府早期曾对西藏驿路、驿站进行维护，但在中后期时与西藏的往来较少，邮驿体系已渐行废弛。
清朝建立后加强了对西藏的管理，清朝在藏区建立邮驿始于康熙年间随对西藏用兵建立的军驿驿站，基本上随清军撤离后撤销。1725年（雍正三年），頗羅鼐模仿清朝的邮驿制度以改革烏拉制度，由政府官員從拉薩乘官馬送信，郵路到達阿里地區，另一條郵路到洞朗，清政府也用它送信。但是這制度使西藏有切斷拉薩與北京之間聯繫的能力，因此清政府在1751年又恢復自己的邮驿系統。雍正年间，清政府在拉萨设驻藏大臣，同时设立驿站，由塘兵专门负责传送文报，后因塘兵屡遭劫杀，又增官兵保护。在北京，西藏的邮驿体系由理藩院和兵部共同管辖；在藏區，康区驿站由四川总督负责，衛藏驿站由驻藏大臣管辖，安多驿站则属西宁办事大臣掌管。乾隆年间，清政府对西藏驿站的设置及驻驿兵卒数量等进一步作出规定，从此藏区便在战时添驿增兵，而平日仅保留有限的邮驿规模。清代西藏驿站数量远多于前代，但主要用于官方信息沟通，民间通信方式仍较为传统。
清代在西藏设立的驿站种类繁多，分驿、站、台、塘、铺、腰塘、宿站、尖台等。驿以传递紧急公文为首要任务，并未来往官员提供食宿、马匹；站指军报所设位站；台包括军台、粮台等；塘又称马塘、塘汛（ཐང་ཤམ），驻军警备的关卡；铺作用与塘相同，但传递速度更快，用于传递紧急公文、军书；腰塘又称旁站，设于两驿之间的换马处；宿站和尖台是清朝末年设立的来往行人住宿之处，其中尖台较小一些。清朝西藏驿道主要有连接内地的康藏道（康定—拉萨，不足五千里，设97站）、青藏道（青海西宁—拉萨，4120里，设68站）和滇藏道（云南中甸—西藏洛隆宗，3080里，设38站），以及拉萨—后藏扎什伦布（90里，17站）、拉萨—青海玉树（2270里，38站）、拉萨—纳克产（1510里，24站）、拉萨—布鲁克巴扎什曲宗（1040里，17站）、扎什伦布—萨迦寺、扎什伦布—拉孜—协噶尔—定日—聂拉木、拉孜—阿里、扎什伦布—尼泊尔加德满都、拉萨—锡金大吉岭、扎什伦布—大吉岭、拉萨—达旺—不丹等驿道。

## 印度郵政（1888-1955年）

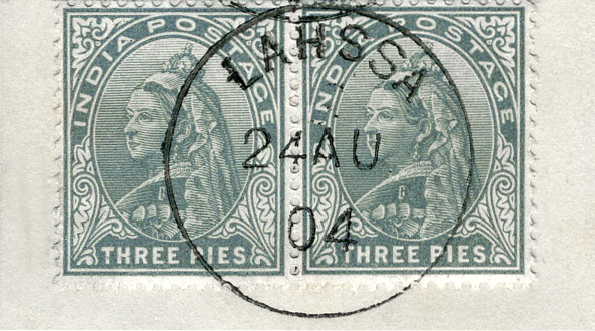
1904年8月24日榮赫鵬遠征隊從拉薩寄出的信封。

1888年土鼠年戰爭期間，英屬印度郵局為英軍設立了三個實驗郵局，其中在西藏境內離邊境2.5英里的不丹營（也拼成，位於則里拉山口到亞東途中）郵局是英印在西藏境內的第一個郵局。1904年木龍年戰爭期間，英屬印度郵局為英軍在西藏境內的江孜等地設立了13個軍郵局，并為英軍架設了從錫金王國甘托克到江孜的電報線，長度約250英里。:100西藏最早的郵政系統是1904年英藏簽訂《拉薩條約》後，在江孜、亞東、帕里、噶大克等要地設立的英屬印度郵局。:47在亞東至江孜沿途的春丕塘、下司馬、告烏、帕里、堆納、多慶、嘎拉、薩馬達、康馬、少崗、江孜設置12個驛站，由英屬印度郵政總局管理。:310因為印度郵政早於1876年正式加入萬國郵政聯盟，因此印度郵票可以國際通用。江孜郵局是印度在西藏郵路的終點，可與大清郵政的江孜郵局交換進口郵件，西藏郵政成立後雖不與其直接交換郵件，但可經過代理交換郵件，因此成為最重要的印度郵局。:115
1947年，印度独立，英屬印度在西藏的邮政系统被印度继承。1955年4月1日，印度政府與中國在拉薩舉行了正式接交儀式，將其在西藏所經營的郵政、電報及電話等企業以及設立的12個驛站折價賣給中國政府，結束了印度郵政在西藏的業務。

## 大清郵政（1910-1911年）
宣統元年（1909年），大清郵政派遣巡察供事鄧維屏前往西藏籌辦郵政，1910年拉薩郵界成立，開通拉薩到邊陲重鎮亞東的郵路，1910年12月郵政總辦帛黎通知各郵局：「已在亞東及拉薩設置郵局，各類郵件，不論平常或掛號，均可按國際郵資收寄，封由印度加爾各答經亞東，寄至西藏各地。」次年成立郵政管理局，隨後陸續貫通了川藏線，從成都經雅州到打箭爐（今康定），全長309公里，行程4天半，再至巴塘，行程9天，而後經昌都到拉薩，行程8天。後又增設江孜、帕里、江達、昌都各郵局及西格孜（即日喀則）代辦所1處，並開辦匯兌業務。派鄧維屏為拉薩總局署郵務總辦。但是西藏郵政維持時間並不長，1911年辛亥革命爆發，駐紮拉薩川軍嘩變，1911年10月西藏郵政停辦、撤離。亞東郵局是拉薩郵界最後關閉的郵局，1912年5月仍有發出郵件。:167拉薩郵界1910年處理的郵件共計23,600件；1911年增至50,000件。以官方文件居多，商人次之。西藏邮政关闭后，仅留下昌都邮局，改归西川邮局管辖。1918年，昌都邮局也撤销，中國内地通往西藏的邮路中断。
大清郵政一直沒有正式加入萬國郵政聯盟，因此大清郵票並不國際通用，國外的郵件只有雙邊（包括印度、香港等地）協約地區大清郵政可以收取費用，其他國家的往來郵件大清郵政分不到郵費。:378,381

### 大清郵政郵票

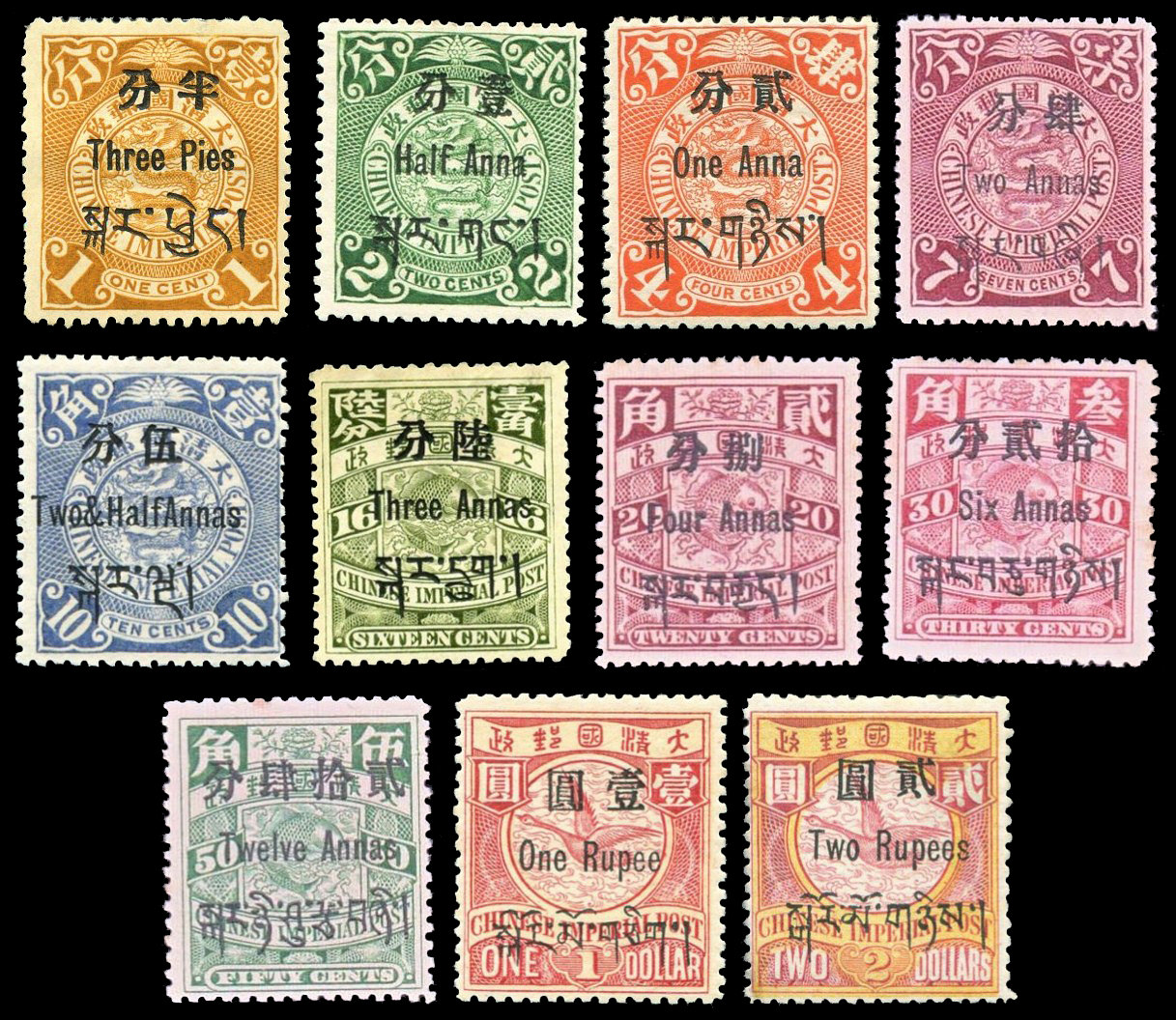
加蓋蟠龍郵票

大清郵政開辦後，最初使用倫敦版無水印蟠龍郵票。因幣制不同而賠錢，後來將無水印蟠龍郵票委由倫敦華德路父子公司加蓋改值，上中下3行分印中英藏文數值，全套十一枚，自1911年（清宣統3年）3月1日開始發售，限在西藏境內貼用。發行量最多的是二分改半安那有10萬枚，最少的是二元改二盧比僅有2700枚。這種加蓋郵票開中國限省使用郵票的先例，也是中國郵票自行加蓋外幣面值的首例。
| 面值（大清銀圓） | 加蓋值（大清銀圓） | 加蓋值（英印卢比） |
| ---------------- | ------------------ | ------------------ |
| 1分              | 0.5分              | 3派                |
| 2分              | 1分                | 0.5安那            |
| 4分              | 2分                | 1安那              |
| 7分              | 4分                | 2安那              |
| 10分             | 5分                | 2.5安那            |
| 16分             | 6分                | 3安那              |
| 20分             | 8分                | 4安那              |
| 30分             | 12分               | 6安那              |
| 50分             | 24分               | 12安那             |
| 1圓              | 1圓                | 1盧比              |
| 2圓              | 2圓                | 2盧比              |

## 西藏郵政（1912-1959年）
中華民國成立後，中華郵政未能在西藏開辦郵局。

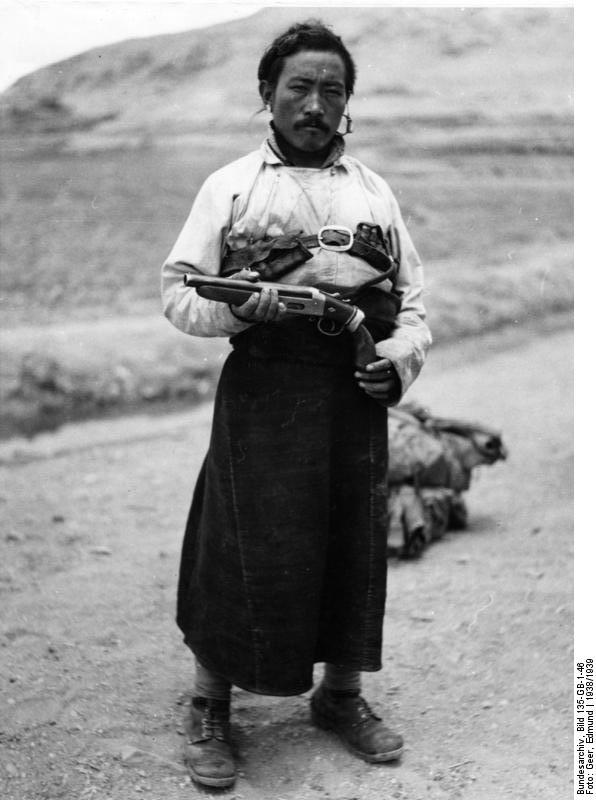
持短槍自衛的郵差。1938年攝。

1912年5月26日（藏曆水鼠年四月十九日），西藏噶廈政府開辦郵政，成立扎康（羅馬化：sbrag khang，郵局），並印製郵票，刻制郵戳，開闢西藏地區內部郵路。總邮局设在拉萨丹吉林的一所藏式楼房内，邮票由扎希联合制造厂生产，邮差被称为“扎瓦”。主要邮路以拉萨为中心，郵政幹路有五：
1. 中路由拉薩至穹科、揚則、尼爾、曲水、江孜、帕里（帕克里）、干壩（康馬）、亞東，以達印度的噶倫堡老人嶺，直通印度。
2. 西路由江孜至札什倫布。
3. 南路由拉薩至北印度與英國郵路銜接。
4. 東路由拉薩至工布江达（昌都），昌都以下分兩路，一由武成至寧靜，一由武成至同普。
5. 北路由拉薩至那曲(拉克楚加)。

全長計一萬餘公里，通郵地區幾乎覆蓋西藏主要大中城鎮。郵政的主要业务是送交私人信件（包括平信、掛號信與包裹）和钱币汇兑等，而政府的公文还是主要靠政府的专职信差——阿仲来送。阿仲（或譯「阿冲」），原意指马夫，后延伸指驿卒、信差。阿仲有步邮與骑邮兩種，他們将信件和邮件送达下一站后，带该站传送的邮件返回原來的驿站。1920年成立了郵政電報局（dak-tar laykhung），1922年拉薩到印度的電報線路完成，並提供電話服務。
英國駐錫金政務官弗雷德里克·馬士曼·貝里於1924年訪問拉薩，郵政總局局長擦絨·達桑占堆向他詢問西藏加入萬國郵政聯盟的事宜。由於英印政府決定對此採取消極態度，而擦絨等改革派不久逐漸失勢，此事沒有結果，因此拉薩與國外通郵變得複雜。從拉薩寄往國外的郵件要貼西藏與印度兩種郵票，由西藏郵政在江孜的郵局轉給印度郵政同城的郵局寄往國外。例如海因里希·哈勒於1948年10月從拉薩寄往印度的信反面貼1933年西藏發行的2章噶郵票，正面貼印度郵票，並掛號寄往印度新德里。從國外寄往拉薩的郵件必須委請在江孜或帕里的貿易商轉寄，貼上西藏郵票，交給西藏郵政同城的郵局。如此從印度加爾各答寄信或報紙到拉薩要到8-11天。在印度噶倫堡出版的藏文報紙《西藏鏡報》因為西藏郵政效率不高又缺乏付款機制，在西藏難以得到訂戶，而以零售為主。

### 西藏郵政郵票
扎康印行了三批普通郵票。1910年第十三世達賴喇嘛出走到印度時要求倫敦華德路父子公司設計郵票，該公司的試樣使用了雪獅圖案，為1912年印刷的第一批西藏郵票採用，該批郵票有六種面值，分別是1安那（1卡康 Khakang，等於1/6章噶）、2安那（1 Karmanga）、3安那（1 Tschakey）、4安那（1 Shokang）、1章噶與一兩。1924年發行第二批郵票，有2枚。1933年發行第三批郵票，有5枚。此外1942年發行了公文郵票8枚，1950年發行了電報郵票5枚。

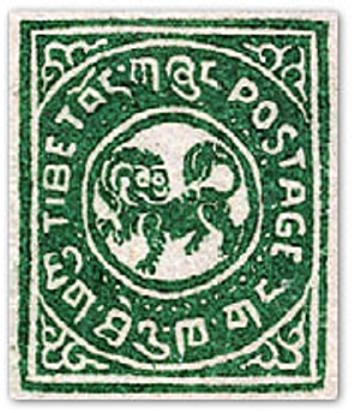
1912年發行的面額1安那雪獅郵票
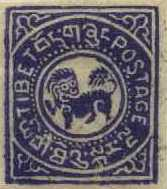
1912年發行的面額2安那雪獅郵票
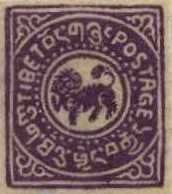
1912年發行的面額3安那雪獅郵票
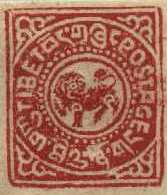
1912年發行的面額4安那雪獅郵票
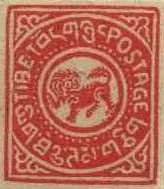
1912年發行的面額一章噶雪獅郵票
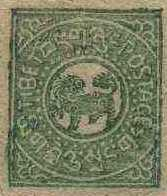
1912年發行的面額一兩雪獅郵票
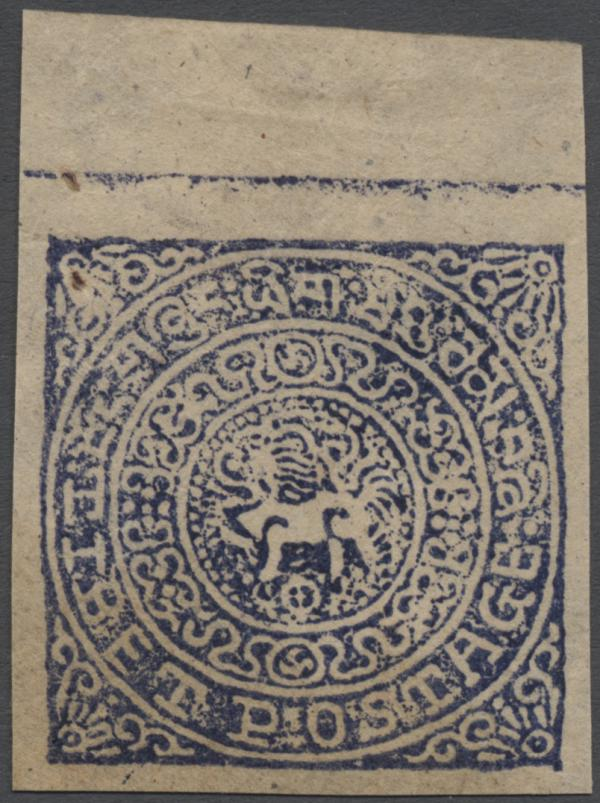
1920年發行的面額4章噶雪獅郵票
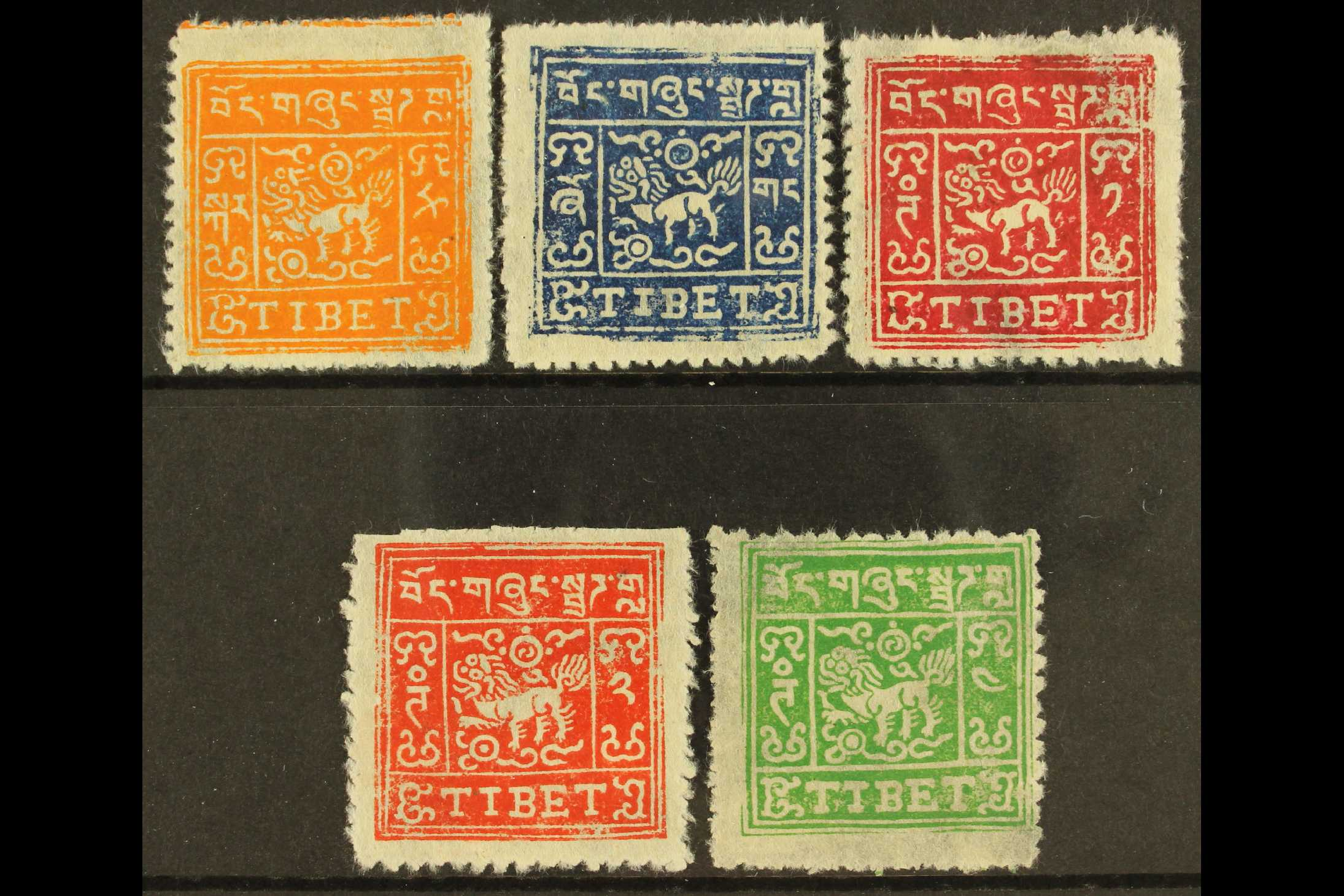
1933年發行的雪獅郵票

## 电报
清末清政府積極在康區東部（今川西藏區）架設電報線。光緒二十二年(1896年)，電線架到滎經，設立川藏電報局雅安報房。光緒二十三年(1897)初，電線延展到打箭爐（今康定），設立爐城分局，並開展業務。光緒三十一年十月(1905年11月)，電線架到中渡(雅江)，次月電線展至理塘。光緒三十二年五月(1906年6月)，電線架到巴塘，建立分局。但是後來將電報線延伸到衛藏的計畫失敗了。

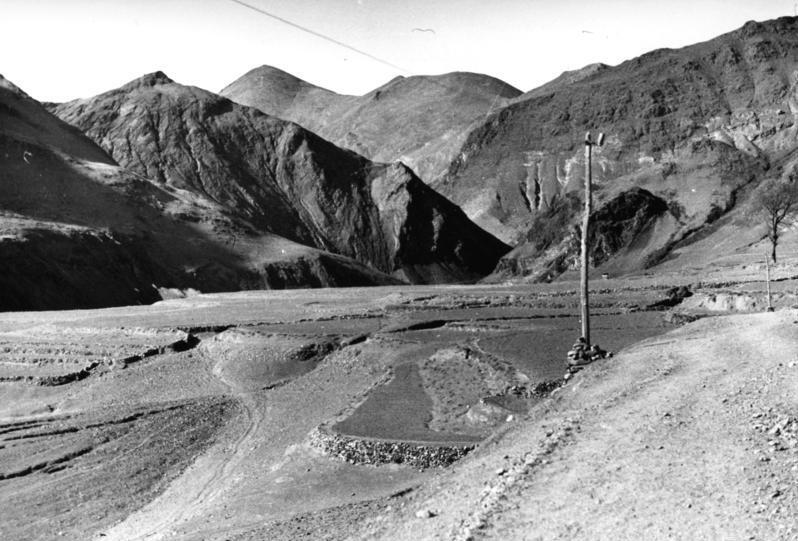
江孜附近的電報線桿

1904年時，英屬印度郵局已經架設了從錫金王國甘托克到江孜的電報線。1915年，噶廈政府要求英國將電報線延長到拉薩，長度144英里。噶廈提供電報桿與當地苦力，向印度購買電報線。印度郵電部派出工程師，施工花了五週，於1922年完成。從前拉薩發電報給印度西姆拉要七天才能收到回電（從江孜送信到拉薩要三天），電報線延長後當天就可以收到回電。從拉薩發出的第一份電報是由第十三世達賴喇嘛發給英王喬治五世。從拉薩發出的第一份越洋電報，是1922年8月22日噶廈政府發給協助延長電報線的前駐錫金政務官查爾斯·阿爾弗雷德·貝爾，在蘇格蘭班芙收到。從北京經昌都抵達拉薩的英國喬治·佩雷拉準將也於同年10月從拉薩拍發了電報。
1935年，國民政府命黄慕松率团进藏为圆寂的第十三世達賴喇嘛致祭，在拉萨留下二人和一部無線電台，建立起噶廈政府與國民政府間的聯絡渠道，由張威白任台長。噶廈政府向國民政府發電報免費，商人發電報每字收藏銀三兩，報費昂貴。在1949年7月8日的第二次驅漢事件中，這座電台被查封。國民政府從1940年起先後四批派遣軍統局人員進藏，並建立了拉薩支台，台長是羅堅，下設昌都、山南、日喀則分台，與重慶總台、蘭州支台保持聯繫。昌都分台於1944年成立，台長是蒙藏委員會駐藏辦事處第三科科長左仁極，由於電台被昌都噶廈官員發現，次年將電台搬到德格。1947年，李夢明從拉薩攜電台至昌都，正式成立了昌都分台，但是不久電台就被昌都總管拉魯·次旺多吉下令收繳。
为了抵消黄慕松使团的影响，1936年8月，英國的巴茲爾·古德率領一個代表團前往拉薩，兩名英國皇家通訊部隊的電報員（Sidney Dagg和Evan Yorke Nepean）和一部無線電台同行，古德離開時留下電台，成為英國駐拉薩使團（1947年印度獨立後改成印度使團）的一部分。電台發射功率為15瓦特，天線掛在樹間，雷雨時會冒火花。英國使團無線電報台的民用業務每字收費藏銀一兩，是國民政府收費的三分之一，也更賺錢。這部電台一直運作到1954年。電台的業餘無線電台呼號是AC4YN和AC4RF，AC4是西藏的前綴。該台曾發出收聽證明卡。
1942年，美國戰略情報局特工伊利亞·托爾斯泰中校與布魯克·多蘭二世中尉作為羅斯福總統特使從印度到西藏，12月12日到達拉薩，之後托爾斯泰提出送給噶廈一部無線電台。1943年下半年，三部可移動式無線電台運到拉薩，送給了噶廈政府。每部電台功率為100瓦特，全部設備價值4500美元。然而由於美國提供配套的汽油發動機在高海拔的西藏不能正常運轉，這三部電台難以正常使用。1946年12月，美軍把3台柴油發電機運到拉薩。

## 中华人民共和国时期（1950年至今）

中国人民邮政1956年发行康藏公路及青藏公路邮票

1950年10月，中国人民解放军第五兵团第18军与藏军在昌都爆发战争，藏军战败，西藏噶厦政府被迫与北京中央人民政府谈判。1951年5月，《中央人民政府和西藏地方政府关于和平解放西藏办法的协议》签署，解放軍入藏，第18军由四川甘孜入藏开始向拉萨进军，第1军骑兵支队、第14军126团、新疆骑兵师1连也相继由青海、云南、新疆入藏。所有入藏部队均沿用了國共內戰时期的野战军邮体制，由于部队基本上每天都在行军，除公函外，几乎没有其他邮政业务。
1950年底（昌都戰役後），中國軍郵日戳統一取代入藏各部隊日戳。1952月成立拉薩郵局，1953年7月對平民開放。在此期間軍郵處理了少量平民郵件。
1951年4月16日，昌都地区人民解放委员会和川西邮电管理局抽调人员组建昌都邮政局。该局建立后，立即开办邮政业务，以办理信函业务为主。1951年12月，川西邮电管理局又选派报务员到昌都，于1952年2月初开办电报通信。1952年，昌都邮、电两局合成为昌都邮电局，先后增办了函件、印刷品、汇兑、报刊发行和电报等各项邮电业务。并以昌都为中心先后在丁青、札木（今波密）等县级政府所在地和交通要道设立邮电机构。

### 中國郵政郵票
中国邮政发行的邮品在西藏均可正常使用。此外，中国邮政也发行了不少西藏主题的邮品，如中國郵政1992年7月1日發行的「西藏風光」郵票，全套10枚，面值16元，票名為：「布達拉宮」、「大昭寺金頂」、「扎什倫布寺」、「江孜白居寺」、「薩迦寺」、「阿里古格王國遺址」、「拉薩河畔」、「珠峰」、「南迦邦瓦峰」、「那曲節日」。1994年7月16日發行「布達拉宮維修竣工」紀念明信片。2000年5月5日發行「塔爾寺」郵票，全套4枚，面值5.2元，票名為：「如意寶塔」、「大金瓦殿」、「大經堂」、「班禪行宮」。

## 延伸閱讀
- 王豐銓. . 高雄: 盛泰彩色印刷製版. 2008年. OCLC 896520078.
- 李東園. . 台北市: 中國集郵半月刋社. 1959年. OCLC 815190384.
- 刘原等 (编). . 拉萨: 西藏人民出版社. 1995-04-01. ISBN 7-223-00797-4.
- Haverbeck, Harrison D.S. . New York: Collectors Club. 1958年. OCLC 5042025.
- Hellrigl, Wolfgang C.  (PDF). Geoffrey Flack. 1996年. ASIN B0063SCB7S.[]
- Hellrigl, Wolfgang C. . Santa Monica, CA: George Alevizos. 1983年  [2019-09-16]. OCLC 499393144. （原始内容存档于2018-01-23）.
- Virk, Diljit Singh. . New Dehli: Philatelic Congress Of India. 1989年.
- Waterfall, Arnold Cartwright. . Pall Mall Stamp Company for Robson Lowe. 1981年. ISBN 978-0-85397-199-3.

## 外部連結
- [郵政總局局長與阿格旺多傑的合照]. The Tibet Album.
- [電報局局長孜仲曲丹丹達]. The Tibet Album.
- [英國駐拉薩使團豎立電報桿]. The Tibet Album.
- [英國駐江孜商務代表的無線電報台].   [2019-09-15]. （原始内容存档于2018-09-18）.
- [羅斯福總統收藏的1912年西藏郵票].   [2019-09-18]. （原始内容存档于2020-08-07）.
- 西藏自治区邮政管理局官网 （页面存档备份，存于）